# Goodison Park
El Goodison Park és un estadi de futbol de la ciutat de Liverpool, Anglaterra. Inaugurat el 1892 té capacitat per 40.103 espectadors i és la seu de l'Everton Football Club, club històric de la Premier League.

## Història
Va ser el segon estadi de l'Everton Football Club després de la seva modança de l'altre gran estadi de la ciutat de Liverpool, Anfield.
A Goodison Park s'hi van jugar les finals de la Copa d'Anglaterra del 1894 i del 1910. Però el millor partit jugat en aquest estadi és la semifinal de la Recopa d'Europa entre l'Everton i el Bayern de Múnic del 1985. En aquest mític estadi també s'hi van jugar cinc partits del Mundial de futbol del 1966.
Des de l'any 2013, el video-joc Fifa 14 recull l'estadi dins el seu joc amb la màxima definició i detall.